# Lissochroa argostola
Lissochroa argostola là một loài bướm đêm thuộc họ Yponomeutidae. Nó được tìm thấy ở Úc.